# Herb gminy Sośnie
Herb gminy Sośnie – symbol gminy Sośnie.

## Wygląd i symbolika
Herb przedstawia na tarczy w polu złotym wizerunek sosny (nawiązujący do nazwy gminy), a po jego obu stronach głowy orłów bielików, patrzących w przeciwne strony. 